# La schiava Isaura (romanzo)
La schiava Isaura (A Escrava Isaura) è un romanzo dello scrittore brasiliano Bernardo Guimarães.
Pubblicato per la prima volta nel 1875, è noto per la telenovela omonima che ne è stata tratta nel 1976, con Lucélia Santos nel ruolo della protagonista, una schiava brasiliana bianca. In Italia è uscito tra gli Oscar Mondadori.

## Trama
Il romanzo racconta la storia di Isaura, una bellissima giovane donna dalla pelle bianca ma schiava del fazendero Leoncio. Con la morte della madre, Leoncio si impossessa di tutto, e ossessionato da Isaura inizia a perseguitarla. La ragazza ritrova Miguel, suo padre, e fugge con lui: incontra poi Alvaro, un giovane abolizionista di cui si innamora, ricambiata. Una sera, durante un ballo, Isaura viene smascherata e Alvaro viene così a sapere del suo status di schiava. Non rinunciando al suo amore, Alvaro acquista l'intera fattoria di Leoncio e salva Isaura, finita di nuovo nelle mani del suo oppressore, che in un atto di disperazione si uccide.